# Papilio constantinus
Papilio constantinus là một loài bướm thuộc họ Papilionidae. Nó được tìm thấy ở Subsaharan Africa.

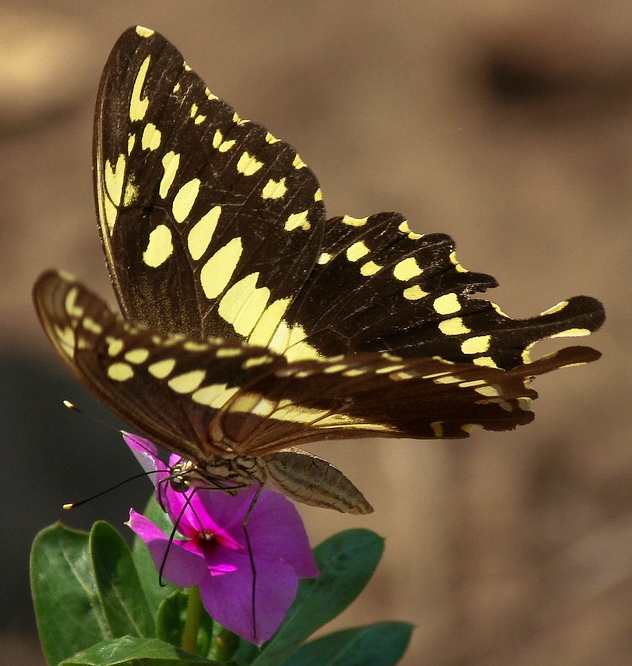

Sải cánh dài 70–90 mm in males and 80–95 mm in females. Flight period is during warmer months peaking từ tháng 11 đến tháng 2.
Ấu trùng ăn Vepris reflexa, Vepris lanceolata, Vepris undulata, Clausena spp., Citrus spp., Teclea trifoliatum, Teclea nobilis, and Teclea gerrardii.

## Phụ loài
Listed alphabetically.
- P. c. constantinus Ward, 1871
- P. c. lecerfi Koçak, 1996
- P. c. mweruanus Joicey & Talbot, 1927